# Евлоев, Магомед (борец)
Магомед (Магомет) Евлоев (24 марта 1999) — российский и таджикистанский борец вольного стиля, призёр чемпионата Азии.

## Биография
Уроженец Ингушетии, выпускник борцовского клуба «Кушт», тренировался под руководством Умалата Арчакова и Султана Батырова. В середине февраля 2019 года в Нальчике, уступив в финале Бекхану Мисриханову из Дагестана, стал серебряным призёром Первенства СКФО среди юниоров. 3 декабря 2020 года в Смоленске вышел в финал Первенства России среди борцов до 23 лет, где проиграл Хамзату Эльдарову из Чечни, завоевав серебряную медаль. В ноябре 2022 года стало известно, что Евлоев в ближайшее время будет выступать за Таджикистан. 28 января 2023 года в Душанбе, поборов в финале Мадасана Ашрафхонова, он выиграл чемпионат Таджикистана. В марте 2023 года принимал участие на чемпионате Азии в Астане. 4 июня 2023 года в Бишкеке, победив в схватке за 3 место Отари Багаури из Грузии стал бронзовым призёром рейтингового турнир «Каба Уулу Комжомкул и Раатбек Санатбаев». 10 февраля 2024 года во второй раз стал чемпионом Таджикистана. 29 марта 2025 года на чемпионате Азии в Аммане, победив в малом финале казахстанца Даулета Ергеша, стал бронзовым призёром.